# راسلمينيا 15
راسلمينيا 15 هو المهرجان الخامس عشر من سلسلة مهرجانات راسلمينيا الذي يقدمه اتحاد الدبليو دبليو أي جرى عرضه في 28 أبريل 1999 في ساحة فيرست إنيون بمدينة فيلادلفيا بولاية بنسلفانيا الأمريكية.

## روابط خارجية
- راسلمينيا 15 على موقع IMDb (الإنجليزية)
- راسلمينيا 15 على موقع قاعدة بيانات الفيلم (الإنجليزية)
- راسلمينيا 15 على موقع كينوبويسك (الروسية)

- The Official Website of WrestleMania XV